# Паїсій I Константинопольський
Паїсій I — Вселенський патріарх у 1652–1653 та 1654–1655 роках.

## Життєпис
Паїсій походить із Лесбосу. Він був митрополитом Лариси, а в липні 1652 року був обраний Вселенським патріархом, змінивши Афанасія ІІІ Пателара. У квітні 1653 року він був залишений і засланий до Халки. У березні 1654 року він був переобраний. У цьому другому Патріархаті він затвердив рішення Синоду Московської Церкви про перегляд церковних книг.
Його було скинуто з престолу в березні 1655 року, і йому було передано «у кормління» митрополію Кізікос, а потім також митрополію Ефеса. Помер (ймовірно, в Халках) близько 1688 року.

## Виноски та посилання

### Виноски
1. ↑  ή Ιούλιο[1]